# Steven Franken
Steve Franken (n. 27 mai 1932 - 24 august 2012) a fost un actor american de film.

## Filmografie
- Petrecerea (1968)
- Transylvania Twist (1989)